# Peristylus whistleri
Peristylus whistleri är en orkidéart som beskrevs av Phillip James Cribb. Peristylus whistleri ingår i släktet Peristylus och familjen orkidéer.
Artens utbredningsområde är Samoa. Inga underarter finns listade i Catalogue of Life.